# Parafia św. Jana Chrzciciela w Pawłowie
Parafia Świętego Jana Chrzciciela w Pawłowie – parafia rzymskokatolicka w Pawłowie, należąca do archidiecezji lubelskiej i Dekanatu Siedliszcze. Została erygowana w 1421. Parafię prowadzą księża diecezjalni.